# Rated R (álbum de Rihanna)
Rated R é o quarto álbum de estúdio da cantora barbadense Rihanna, lançado a 20 de novembro de 2009 na Alemanha, e três dias depois nos Estados Unidos e Portugal, através da Def Jam Recordings. A sua gravação decorreu durante um período de sete meses, entre abril e novembro de 2009, nos estúdios Milk Studios e Germano Studios em Nova Iorque, Metropolis Studios em Londres, Inglaterra, Studios Davout em Paris, e Westlake Recording Studios na Califórnia. A artista trabalhou com vários compositores e produtores musicais, como Carl Sturken e Evan Rogers, Stargate, Ne-Yo, Tricky Stewart, The-Dream, entre outros. A sua concepção ocorreu após a agressão sofrida pelo seu ex-namorado, o também cantor Chris Brown. O disco apresenta Rihanna num tom de ressentimento e revolta, em termos de direcção musical e lírica, e incorpora elementos de hip-hop, rock e dubstep. Inclui também participações vocais de Young Jeezy, will.i.am, Slash e de Justin Timberlake num tema bónus exclusivo.
Após o seu lançamento, o trabalho recebeu críticas positivas por parte dos analistas especializados, que comentaram o desempenho maduro da cantora e consideraram que era o seu esforço mais sincero. Na primeira semana nos Estados Unidos, segundo a Nielsen SoundScan, vendeu 181 mil cópias e estreou na quarta posição da tabela musical Billboard 200, superando os resultados obtidos pelo seu antecessor Good Girl Gone Bad. Atualmente, é disco de platina duplo no Reino Unido, certificado pela British Phonographic Industry (BPI), e platina pela Australian Recording Industry Association (ARIA) e Recording Industry Association of America (RIAA). Mundialmente, Rated R já vendeu mais de oito milhões de cópias. Em Maio de 2010, foi lançada uma versão de remisturas, um conjunto de dez misturas a partir das faixas originais por Chew Fu.
O duo Chase & Status produziu o primeiro single do álbum, "Russian Roulette", composto por Ne-Yo e Charles Harmony. Manteve-se por três semanas no topo da tabela musical da Noruega, e uma na da Suíça, tendo mais tarde sido certificado com disco de ouro em quatro países diferentes, e de prata pela BPI. A segunda faixa de trabalho, "Hard", com a participação do rapper americano Jeezy, foi lançada inicialmente no mercado norte-americano, no entanto, no decorrer do mês de Agosto de 2010, foi promovida também no Reino Unido. Atingiu a oitava posição da Billboard Hot 100 e, posteriormente, obteve disco de platina nos Estados Unidos. Esteve durante uma semana no topo da Dance/Club Play Songs. Seguiu-se "Rude Boy" para promover o projeto, que permaneceu por cinco semanas consecutivas na liderança da Hot 100, e outras duas na tabela australiana. Foi ainda certificado como dupla platina na Austrália e no Norte da América.
Os últimos dois singles do disco, lançados praticamente em simultâneo, "Rockstar 101" e "Te Amo", foram direccionados para os mercados norte-americano e europeu, respectivamente. O primeiro conta com a participação do produtor musical Slash, e atingiu como melhor posição a sexagésima quarta nos EUA, e a vigésima quarta na Austrália. "Te Amo" atingiu a lista das vinte faixas mais vendidas da Áustria, Noruega, Países Baixos, entre outros países e foi ainda certificada como disco de platina na Austrália, Suíça e Itália. "Wait Your Turn" recebeu lançamento promocional a 13 de novembro de 2009 por descarga digital na iTunes Store, como parte da divulgação da edição do disco.

## Antecedentes

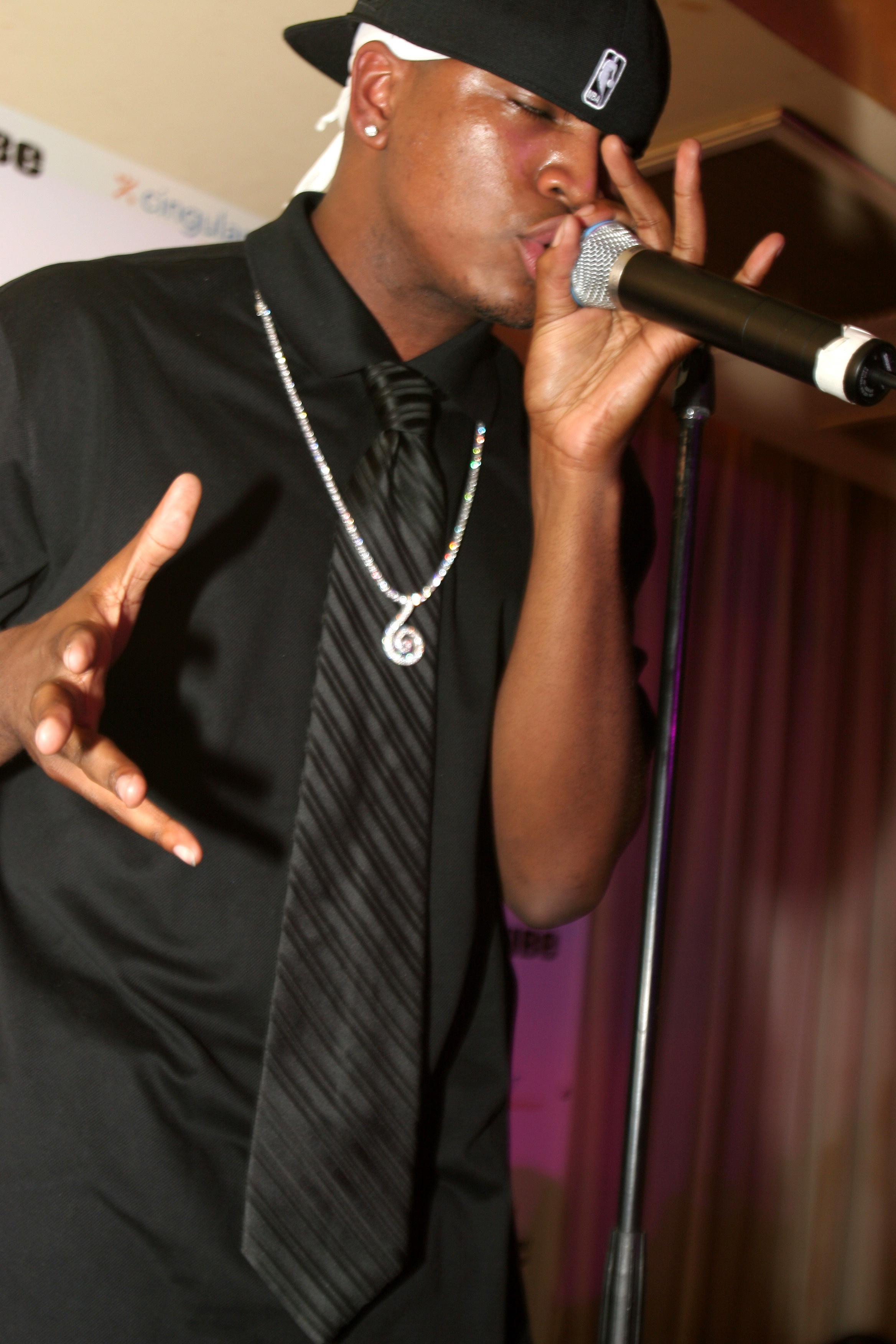
Ne-Yo (foto), um dos produtores do álbum, afirmou que achava desnecessário escrever canções para Rihanna sobre Chris Brown.

O álbum antecessor, Good Girl Gone Bad (2007), tornou-se um sucesso comercial e recebeu várias críticas favoráveis. Os singles retirados alcançaram as dez melhores posições de vários países e três deles atingiram o topo da Billboard Hot 100: "Umbrella" (2007), "Take a Bow" (2008) e "Disturbia" (2008). Em relação a Rated R, havia bastante especulação da crítica especializada devido à possibilidade das canções trazerem como foco Chris Brown e o caso de agressão sofrida por Rihanna no início do ano. Ne-Yo — que anteriormente já tinha escrito faixas para a cantora — afirmou que não tinha composto nada relacionado com o cantor. Chuck Harmony, que produziu o single de estreia do disco "Russian Roulette", afirmou que sentia que as pessoas iriam pensar que pela sonoridade era dirigido a Brown.
Durante uma entrevista com Marc Malkin nos bastidores dos MTV Video Music Awards, Ne-Yo também especificou que o trabalho revelaria uma "Rihanna mais furiosa" e que "faria música nunca antes ouvida". Foi descrito como um trabalho mais liberal e "irritado" por grande parte da equipa de produção. Justin Timberlake, que também já tinha trabalhado com a jovem, disse que esta cresceu um pouco mais e diz coisas que nunca disse. O cantor afirmou também que devido ao enorme sucesso de Good Girl Gone Bad, Rihanna queria ter a certeza que "não era rotulada com um certo som ou vibração", comentando o seguinte: "Ela entrou no panorama de uma forma tão dura com o último registo - ter tantas canções nas tabelas é impressionante. Acho que a coisa mais inteligente que ela está a fazer é não tentar imitar o que já fez e avançar em frente", explicou Timberlake.
Após o lançamento do single de estreia do álbum, Harmony disse que "Russian Roulette" era obscuro, mas que não era indicativo para o resto do som do disco. O produtor explicou que a faixa é uma reflexão de Rihanna e que revela o seu crescimento enquanto profissional. Tricky Stewart anunciou que contribuiu juntamente com The-Dream para o projecto, e esclareceu que era um registo mais negro e bastante diferente das anteriores. Em Fevereiro de 2010, a cantora revelou que tinha gostado do resultado final de Rated R, mas que o seu sucessor seria menos intenso: "Gosto realmente da sua origem, a sua fuligem. Mas se fosse combinar com gravações mais enérgicas, de andamento rápido, acho que seria um casamento feliz. Será, provavelmente, o próximo passo". Aquando perguntada pela canção mais importante, a artista respondeu que não tinha "uma mais importante", contudo, "Fire Bomb" e "Cold Case Love" eram algumas das suas preferidas. Também revelou que gostava das melodias mais animadas do projecto, como "Rockstar 101", "Hard" e "Rude Boy".

## Produção

### Gravação

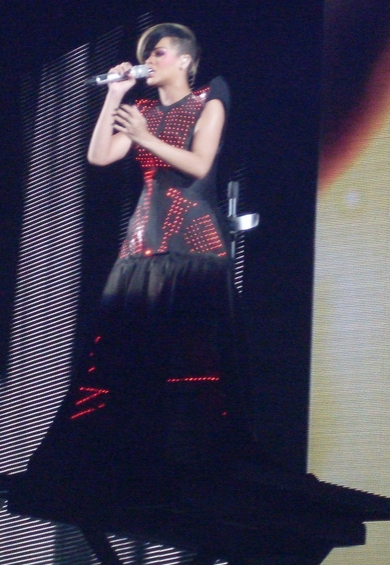
Rihanna a interpretar "Russian Roulette" durante a digressão Last Girl on Earth Tour.

Depois do caso de agressão, voltou ao estúdio para começar a gravação do seu quarto álbum de estúdio. Adonis Shropshire foi um dos primeiros produtores musicais a revelar numa entrevista que a cantora estava de volta a estúdio, determinada a gravar o seu novo disco. O rapper Jay-Z afirmou que estava tudo num "bom caminho", e Ne-Yo aconselhou para que o "mundo se prepara-se para o novo álbum de Rihanna". O seu processo de gravação decorreu durante um período de oito meses, entre Março e novembro de 2009. O nome oficial do álbum de originais foi revelado pela Universal Music Group e Def Jam a 20 de Outubro de 2009, dia do lançamento do primeiro single do mesmo.
As sessões de gravação do trabalho tiveram lugar nos estúdios Milk em Manhattan, Nova Iorque, Metropolis em Londres, Inglaterra, Studios Davout em Paris, França e nos Westlake Recording Studios em Los Angeles, Califórnia. A artista trabalhou com vários compositores e produtores, incluindo Chuck Harmony, The-Dream, Christopher "Tricky" Stewart, Chase & Status, Stargate e Justin Timberlake. A própria Rihanna afirmou que queria trabalhar em algo menos synthpop, mudando o género tipicamente comercial dos seus álbuns anteriores. Noinício do trabalho de produção, a cantora trabalhou também com Adonis Shropshire, que defendeu o facto da jovem ter regressado facilmente a estúdio com um conjunto de ideias "bem definidas". Stargate acrescentou que a colaboração tinha sido "bastante gratificante" e "inspiradora", comentando o seguinte: "Eu não acho que devemos falar de títulos ainda. Não sabemos quais são as músicas que vamos fazer, mas parece interessante". Mais tarde foi revelado que a equipa de produção tinha trabalhado em conjunto com a artista e o rapper canadiano Drake, contudo, por razões desconhecidas a faixa não integrou no alinhamento final do trabalho.
Durante os meses de verão foram gravadas faixas com Harmony. Rihanna também teve um papel mais amplo no processo de composição com Timberlake e Ne-Yo, que a ajudaram a exprimir melhor os seus sentimentos nas letras. Trabalharam juntos num grande número de músicas, embora Ne-Yo não soubesse exactamente quais seriam colocadas no disco. O cantor de R&B afirmou ainda que Rihanna estava diferente e não era a mesma rapariga com quem tinha trabalhado há uns anos, concluindo que tinha crescido a nível musical. Em relação à direcção sonora, a barbadense queria músicas mais obscuras, mas não apenas pela percepção de escuridão, mas sim pelo significado. Harmony, responsável por todo o instrumental de "Russian Roulette", concebeu algo mais obscuro e com uma estética mórbida. A artista sentiu-se confortável com a faixa, e inclusive numa chamada com Ne-Yo. declarou que era uma das suas favoritas e que queria que o disco seguise o mesmo estilo. Nuno Bettencourt, guitarrista da banda Extreme, que participou na digressão de promoção de Rated R, revelou que os planos iniciais de Rihanna teriam sido para uma influência ainda mais rock, mas que a Def Jam teria "escolhido uma direcção diferente".
Depois de ouvir "Saxon" por Nicki Minaj, Rihanna contactou a dupla responsável Chase & Status e quis trabalhar com eles, pois gostou bastante do género musical do grupo. Tiveram um conjunto de sessões em conjunto durante algumas semanas, sendo que o grupo londrino ficou a cargo das melodias com mais dubstep. O término das gravações ocorreu em novembro de 2009, em conjunto com Stewart e The-Dream, sendo que este último revelou à MTV o título de duas faixas em que tinha trabalhado, "Hard" e "Rockstar 101". O rapper Soulja Boy disse que também tinha contribuído para o álbum, embora não tenha sido incluído no alinhamento. Slash contribuiu com a guitarra na canção "Rockstar 101", Will.i.am escreveu, cantou e produziu "Photographs" e Ester Dean co-escreveu "Rude Boy". "The Last Song" foi uma das últimas obras a ser terminada, gravada findas doze horas após concepção do disco: "Quando a editora finalmente disse que tinha 12 horas para entregar o álbum, foi do tipo, 'OK, tenho de o fazer'. Bebi um pouco de vinho tinto, apaguei as luzes, entrei na cabina e cantei", revelou a artista. Ao contrário dos projectos anteriores, a cantora esteve mais presente neste a todos os níveis, tanto lírico como directivo, tendo escrito nove das treze faixas e foi co-executiva, auxiliando L.A. Reid na administração.

### Composição
Musicalmente e liricamente o álbum foi considerado "ousado, sombrio e elegante, cheio linhas memoráveis e beligerantes". Foi considerado uma "viagem lírica através das experiências pessoais de Rihanna", envolvendo batidas que são muitas vezes apenas um pano de fundo invés de destaques. A sua composição incorpora temas de amor, perda, medo, angústia, raiva e quase saturação em cada faixa. Além das equipas de produção mais mediáticas, os créditos de composição também contam com nomes como Robin Tadross, Fauntleroy II e Ben Harrison que escreveram "Cold Case Love" e "The Last Song", esta última com o auxílio da própria Rihanna. Fauntleroy também escreveu a música com título espanhol "Te Amo", bem como "Wait Your Turn". Makeba Riddick ajudou na composição do tema que introduz o álbum, "Mad House", e ainda em "Rude Boy".
A introdução é envolta numa batida assustadora, cujo plano de fundo é uma prévia fugaz das obras sucessoras ao longo do álbum. "Wait Your Turn" e "G4L" são das músicas do alinhamento com mais influências em género de hip-hop e electro-hop, sendo que a primeira foi composta por teclado com elementos dos anos 80, e a última acrescenta versos mais rap num tom de ameaça agressiva produzida por elementos electrónicos. A crítica apreciou a primeira pelo verso "The Wait is Ova". "Cold Case Love" e "The Last Song" são canções ironicamente emotivas, com afluentes obscuros nas suas letras, envoltas em acordes de piano e violino. À medida que o tempo musical aumenta em "Photographs" e "Stupid in Love", a letra suaviza ligeiramente envolta em tons de guitarra com produção electrónica, e ainda de piano. "Rockstar 101" e "Fire Bomb" são as músicas que mais derivam do estilo rock no álbum, sendo que também incorporam elementos de dubstep. "Te Amo" foi considerada uma das mais "diferentes" ao longo de todo o trabalho, pelo seu conteúdo lírico e por incorporar um número latino na sua melodia.
"Russian Roulette" abre com um solo de guitarra lancinante, em que as transições são batidas sinistras constantes, envoltas numa balada. A metáfora da  88roleta russa]] é elevada no refrão, na linha "E tu consegues ver o meu coração bater / Pois pode-se ver através do meu peito / Eu disse que estou apavorada, mas eu não vou desistir / Eu sei que preciso passar neste teste / Então, basta puxar o gatilho", e no versículo seguinte, a personagem da canção fala do poder que o homem tem sobre ela. O instrumento mais notório em todo o andamento, são os vocais de Rihanna acompanhados da guitarra, e apoiados pelo piano. Segundo a MTV, "Hard" transmite um ambiente de festa em que a dupla de cantores "não se contêm em demonstrar o seu estatuto de elite". O tema começa com um solo de bateria abrasiva, misturando batidas de hip hop e rap. A letra da canção trata um ambiente de militar, na qual a postura da cantora é diferente das músicas anteriores, fazendo valer o reforço do rapper Jeezy. O The Guardian denominou "Rude Boy" como a faixa "central do álbum" e disse que a música "apela ao estilo vocal de Rihanna, mal-humorado, gelado, monótono - único entre o panteão de divas de R&B". A sua sonoridade foi comparada a temas do seu antecessor, Good Girl Gone Bad, diferenciando-se apenas pelo estilo mais "ameaçador" com influências dancehall.

## Estilo musical
Rated R inclui um tom mais escuro e furioso do que o disco anterior de Rihanna. Primariamente, é um álbum de género hip-hop, R&B e rock. Incorpora elementos musicais pop e dancehall. A produção musical é caracterizada por um som elegante obtido através de sintetizadores sinistros, entrelaçados com guitarras, batidas tensas e melodias com harmonias vocais polirritmias. Canções como "Mad House", "G4L" e "Wait Your Turn" incorporam elementos de dubstep, sendo que os seus arranjos foram elaborados à base de sintetizadores e baixo. Numa entrevista à Nokia, a cantora discutiu a direcção musical do trabalho, dizendo que é "hip hop e rock misturado num só disco". À revista Glamour Magazine defendeu que eram "canções pessoais": "É rock 'n' roll, mas na realidade é hip hop. Se Lil Wayne e Kings of Leon gostassem do meu álbum, iria sentir-me bem".
O jornalista Jim DeRogatis considerou que inclui unicamente elementos de música rock, "sintetizados com dance-pop e um pouco de guitarra eléctrica, algumas delas com a cortesia de Slash, um quarto de século depois de Thriller". "É um soco mais insistente e energia electrizante nas treze faixas de Rated R", concluiu DeRogatis. O conteúdo lírico faz transparecer as emoções afectivas e sentimentos vividos, geralmente o amor, que é preservado e comparado com adversidades constantes. As letras são caracterizadas por tons sombrios, crus e com raiva, e nas melodias são visíveis a violência e a brutalidade sofridas. A sua sonoridade mais obscura foi um dos motivos para os média realçarem o caso de agressão sofrida por Rihanna em Fevereiro de 2009. De acordo com Ann Powers, o álbum inclui um tema lamentavelmente triste, uma vez que é posterior a um episódio de imensa dor na vida da cantora.
Todd Martens do Los Angeles Times comentou particularmente sobre o desempenho de Rihanna em "Russian Roulette", dizendo que "é uma canção sem produção autoritária, o single é tudo, e ela faz o melhor possível - um pouco fria, um pouco sem medo, com uma estrondosa força vocal". Composta num ritmo totalmente diferente de singles anteriores, "Russian Roulette" demonstra uma ponte e um refrão fortes, falando sobre explorar o que pode acontecer se o amor se transforma numa espécie de "jogo fatal". O ritmo hesitante, e segundo os analistas, semelhante ao de "Unfaithful", mas não tão profundo e específico. Monica Herrerra da revista norte-americana Billboard afirmou que em "Hard", "Rihanna assume efectivamente a postura do hip-hop e até mesmo os recrutas de rua o fazem, juntando o último reforço do rapper Young Jeezy, que fornece o impulso necessário para completar uma canção com um refrão um pouco inerte". The Guardian comentou que em "Hard", a artista "explora um vocal mais atraente, mal-humorado, gelado e monótono - exclusivamente entre o panteão de divas do R&B, que soa muitas vezes como se estivesse prestes a revirar os seus olhos". "Rude Boy" foi denominada o centro do disco, considerada uma das mais versáteis do trabalho, misturando o estilo de música jamaicana com ska, dancehall e pop.

## Arte e tema

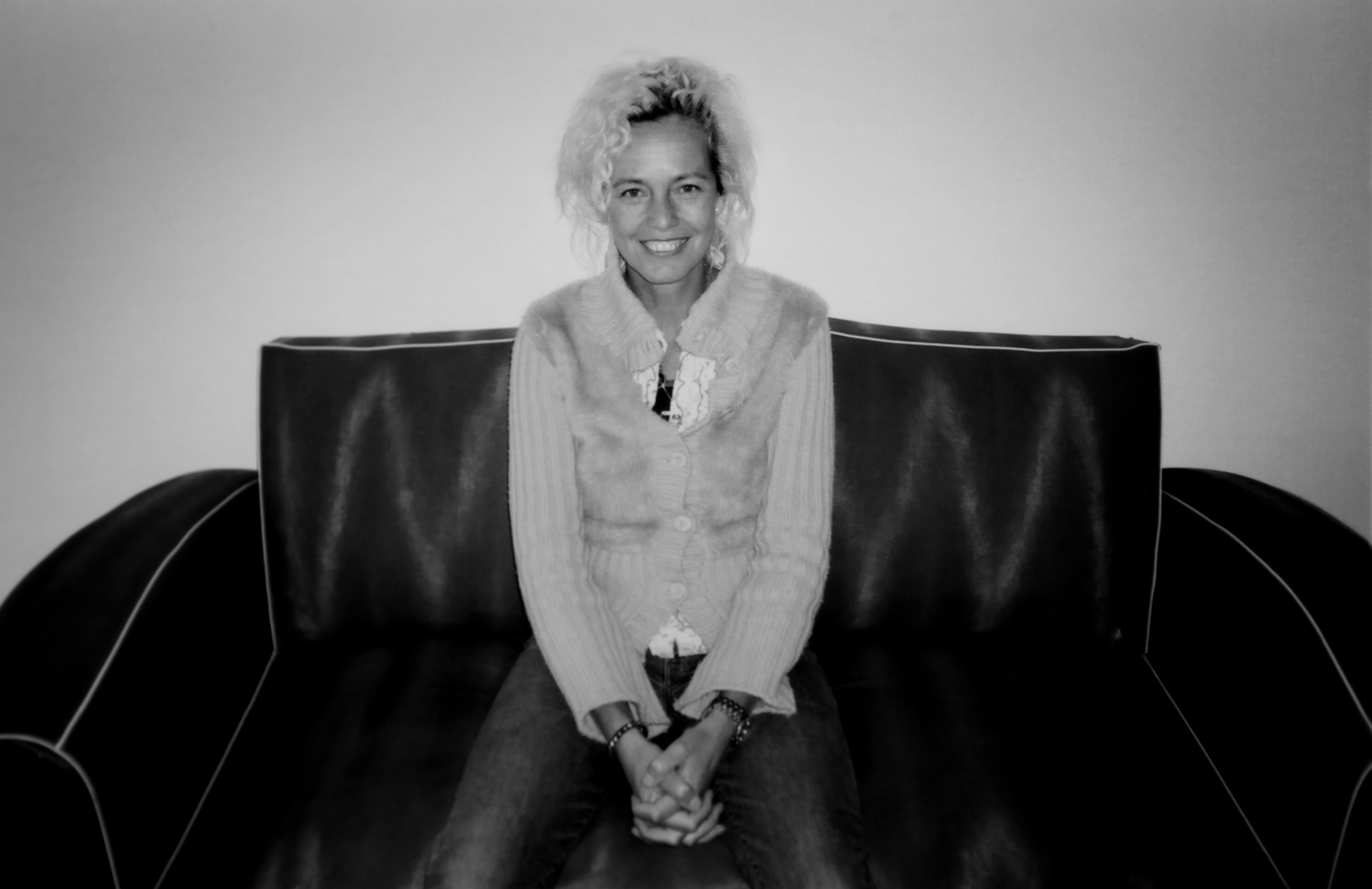
A fotógrafa Ellen von Unwerth foi responsável pelas sessões para a promoção de Rated R.

A 8 de Outubro de 2009, Rihanna foi fotografada em Berlim com um casaco de pele branco. Mais tarde, foi especulado que a possível sessão de fotos fosse para a promoção do seu novo projecto. O trabalho final foi conduzido pela fotógrafa Ellen von Unwerth, que afirmou que a cantora "estava a tentar criar algo diferente e original para o estilo do álbum". von Unwerth, que também trabalhou em produções fotográficas de outros artistas, tais como The Velvet Rope para Janet Jackson, Back to Basics por Christina Aguilera e Blackout de Britney Spears, chegou a dizer que Rihanna esteve envolvida em cada aspecto da sessão, e estava pronta para exceder os seus limites. A foto da capa frontal do álbum foi revelada a 27 de Outubro de 2009, dispondo a artista com uma aura mal-humorada, pose contemplativa e um vestido de cabedal preto com a mão a cobrir o olho direito e cada dedo envolvido num conjunto de anéis. O seu estilo foi comparado às capas de revista dos anos 1980 de Grace Jones.
A marca e estilo do projecto foram concebidos pelo artista e director britânico Simon Henwood e pela própria Rihanna. O próprio disse que tinha estado intensivamente em conversações, meses antes do lançamento, para discutir ideias e visuais para a campanha de divulgação. Henwood disse que "tudo provém da música, e que o estilo é o mais pessoal até à data". O profissional também desenhou o logótipo "R" metálico, com ajuda da cantora, afirmando que "é uma espada de duas pontas, sendo que um lado simboliza a força e o outro a vulnerabilidade". "Projectei-o como um objecto 3D, que primeiro forma mudanças na rotação como uma animação e depois constitui a sua forma final logo no final do ciclo", revelou Simon em entrevista. A inspiração veio do filme The Omega Man e das suas canções. Henwood também contribuiu para o estilo da capa frontal, vídeos, publicidade, e também fez parte da direcção artística da digressão mundial para a promoção do álbum, incluindo o espaço, palco, plano artístico e vestuário.

## Lançamento e promoção

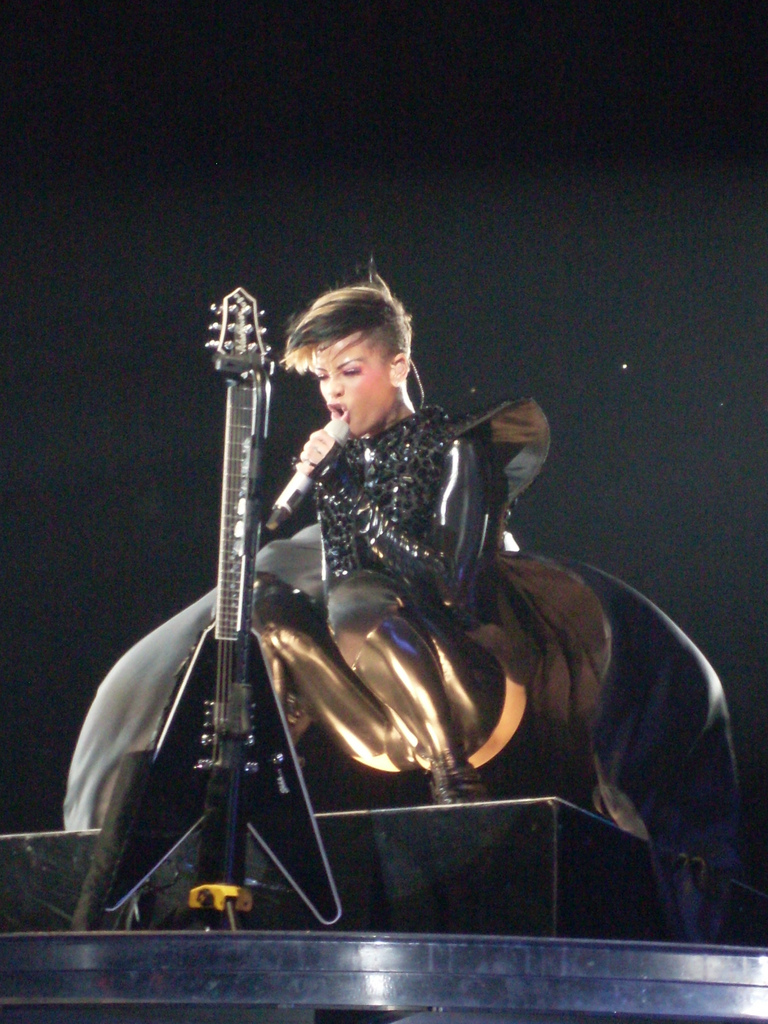
Rihanna interpretando "Rockstar 101" na digressão Last Girl on Earth Tour.

No dia 13 de Outubro de 2009, o sítio oficial da cantora juntamente com os seus perfis oficiais no Myspace, Facebook e Twitter, foram actualizados para um fundo de imagem com a mensagem "The Wait is Ova: 23 NOV 09". Dois dias depois, Rihanna gravou um vídeo musical promocional para "Wait Your Turn" que estreou na sua página a 3 de novembro de 2009. Uma previsão da canção com o título "The Wait is Ova" também apareceu como fundo de um trailer de promoção do álbum, bem como uma contagem regressiva. Depois do lançamento promocional de "Wait Your Turn", o produtor Mikkel S. Eriksen confirmou que seria o segundo single de Rated R. Contudo, foi anunciado que seria "Hard" a seguinte faixa de trabalho. A 5 de novembro de 2009, foi a primeira aparência da artista na televisão, desde do caso de agressão com Chris Brown, através do programa Good Morning America para promover o disco. Além disso, no dia seguinte também compareceu no 20/20 da ABC. Para celebrar a edição do disco, a artista fez várias entrevistas para revistas como Glamour, GQ, e na edição de Fevereiro de 2010 da W.
A 5 de novembro de 2009, foi anunciado um concerto ao vivo on-line planeado para 16 de novembro do mesmo ano com transmissão para todo o mundo, com o apoio da marca Nokia, que juntou ao evento o lançamento de um novo modelo da sua série de telemóveis. No sítio na internet, disponibilizado propositadamente para a ocasião, foi possível visionar o evento e ter acesso a uma versão exclusiva do CD, com uma faixa inédita e remistura de bónus. Rated R foi lançado oficialmente a 20 de novembro de 2009 na Alemanha, Polónia e Austrália. O álbum teve duas versões: a explícita e a censurada. A existência de uma digressão foi confirmada a 3 de Dezembro de 2009, programada para 2010, e os respectivos bilhetes iriam ser vendidos nas semanas seguintes. Foi ainda revelado que teria início na primavera e que seria "uma digressão bastante longa, mundial".
Em 4 de Fevereiro de 2010, a cantora actuou no Pepsi Super Bowl Fan Jam transmitido pelo canal televisivo VH1, juntamente com Timbaland e Justin Bieber. Rihanna interpretou "Hard", "Rude Boy" e "Don't Stop The Music" na cerimónia Kids Choice Awards a 27 de Março de 2010. Last Girl on Earth Tour, a tournée de promoção do disco iniciou-se a 16 de Abril de 2010 na Antuérpia, Bélgica. Jamie King foi creditado como director do evento juntamente com Simon Henwood como director criativo. Foram anunciadas aproximadamente 70 datas, contudo algumas foram canceladas, e mais tarde remarcadas. Pixie Lott serviu como acto de abertura para trinta concertos realizados na Europa. A fase no Norte da América contou com a abertura da cantora Kesha, começando a 4 de Julho de 2010 em Vancouver, com vinte e seis datas adicionais. A fase final da série teve início em Fevereiro de 2011 na Austrália. Live Nation e Roc Nation foram as patrocinadoras oficiais da tournée no Norte da América, e a operadora Optus na Austrália. Rebel One foi a equipa que esteve por detrás da gerência de todo o evento, sendo responsável pelo cumprimento ds direcção criativa, estilo, assistência, aprovisionamento, produção, pela banda e o coro. A banda, denominada Mad House, monitorizou a área sonora em conformidade com os vocais de Rihanna. Para finalizar, Rated R: Remixed foi lançado a 8 de Maio de 2010 em formato digital, tratando-se de um conjunto de remisturas por Chew Fu a partir das músicas originais.

## Singles

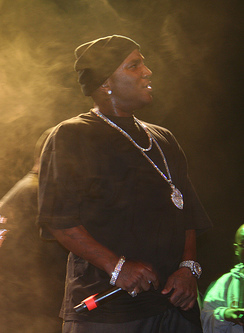
O rapper Jezzy foi convidado a participar com os seus versos no single "Hard".

O single de avanço escolhido foi "Russian Roulette" lançado digitalmente e nas rádios a 20 de Outubro de 2009  e fisicamente a 13 de novembro do mesmo ano. A canção estreou na posição 100 nos Estados Unidos e alcançou a nona como melhor, resultando na décima segunda vez que Rihanna atingia as dez mais vendidas no país. Liderou tabelas de países como a Noruega e Suíça, sendo que na Áustria, Alemanha, e no Reino Unido alcançou o segundo lugar. Recebeu certificações de disco de ouro pela ARIA, PROMUSICAE e RIANZ, e prata pela BPI. "Wait Your Turn" foi anunciado como single promocional a 3 de novembro de 2009, juntamente com o vídeo musical respectivo. A faixa estreou na 45.ª posição da UK Singles Chart, 32.ª na Irlanda e 82.ª na Austrália devido ao forte número de descargas seguidas ao lançamento do disco.
"Hard", a segunda faixa de trabalho, teve o seu impacto marcado para 2 de novembro de 2009 nas rádios norte-americanas. Conta com a participação do rapper Jeezy. Alcançou a décima sexta posição na R&B/Hip-Hop Song e oitava na Hot 100. Embora tenha sido inicialmente conduzido para os mercados da América do Norte, a música obteve impacto mundial. Entrou na tabela australiana na 88.ª posição, mais tarde subindo à 51.ª como melhor. Na Canadian Hot 100 de butou no número 50 da lista, obtendo o nono lugar como melhor. Foi certificado como disco de platina pela Recording Industry Association of America (RIAA). Seguiu-se "Rude Boy", o terceiro foco de promoção do álbum, lançado nas rádios norte-americanas a 9 de Fevereiro de 2010 e editado fisicamente a 5 de Março do mesmo ano na Alemanha. Esteve na liderança da Billboard Hot 100 durante cinco semanas consecutivas, sendo a sexta música de Rihanna a conseguir tal feito. Em território britânico, estreou na 52ª posição, mais tarde alcançando a segunda. Também liderou na ARIA Singles Chart, tornando-se na quarta vez que a cantora alcançou o topo da tabela australiana.
De seguida, foi anunciado que "Rockstar 101", com a participação de Slash, serviria como quarto single do disco apenas para os Estados Unidos. Foi enviado para as rádios norte-americanas a 1 de Junho de 2010. Para a sua divulgação, a canção foi interpretada ao vivo no American Idol a 7 de Abril de 2010. Estreou no número 39 da Billboard Dance/Club Play Songs, atingindo mais tarde o segundo lugar como melhor. Na semana de 14 de Agosto de 2010, entrou na Hot 100 na penúltima posição da lista, e em duas semanas subiu à melhor posição, a sexagésima quarta. Na Austrália, no decorrer da semana de 16 de Agosto de 2010, entrou no quinquagésimo lugar, e mais tarde alcançou a vigésima quarta posição. "Te Amo" foi colocado na Internet a Junho de 2009 e começou a ser reproduzido nas rádios brasileiras, sendo uma das mais ouvidas no país. A editora discográfica surpreendeu os média ao revelar que a música estaria incluída no álbum, e mais tarde lançada como quinto e último single, editado em formato digital a 8 de Junho de 2010. Estreou no nonagésimo quarto lugar da UK Singles Chart, atingindo mais tarde o décimo quarto como melhor.

## Recepção da crítica
| Críticas profissionais | Críticas profissionais |
| Pontuações agregadas   | Pontuações agregadas   |
| Fonte                  | Avaliação              |
| ---------------------- | ---------------------- |
| Metacritic             | (76/100)               |
| Avaliações da crítica  |                        |
| Fonte                  | Avaliação              |
| Allmusic               | [ 40 ]                 |
| Chicago Tribune        | [ 129 ]                |
| Digital Spy            | [ 130 ]                |
| Entertainment Weekly   | (B)                    |
| IGN Music              | [ 53 ]                 |
| Los Angeles Times      | [ 56 ]                 |
| Rolling Stone          | [ 131 ]                |
| Slant Magazine         | [ 47 ]                 |
| The Telegraph          | [ 57 ]                 |
| USA Today              | [ 132 ]                |

Depois do seu lançamento, Rated R recebeu críticas bastante positivas por grande parte da média, alcançando uma pontuação de 76 de 100 no Metacritic. Leah Greenblatt, da Entertainment Weekly, atribuiu uma nota B chamando-o "um retrato cru, muitas vezes perturbador de uma artista que é, ela insiste em não ser mais uma 'Rapariga'". Greg Kot do Chicago Tribune classificou o álbum com 3.5 estrelas, num máximo de 4, dizendo que é um trabalho "poderoso e artístico". O jornalista Jim DeRogatis do Chicago Sun-Times comentou a maturidade adquirida por Rihanna, denominando-o "melhor, e em certas camadas o mais esforçado", numa atribuição de 3 estrelas de 4 possíveis. Ailbhe Malone, através da NME, atribuiu 8 estrelas do máximo de 10, descrevendo o trabalho como "um registo espantosamente masculino - no som e na atitude". Ed Potton, do jornal The Times, compartilhou um sentimento similar e atribuiu quatro estrelas de cinco, descrevendo-o como "reabilitativo e estridente, lamentável, mas vingativo e fantasiástico, o melhor trabalho de Rihanna". Apesar de escrever que o seu tema "coloca o álbum para baixo com a associação biográfica", o Tiny Mix Tapes avaliou-o em três estrelas e meio de cinco, e chamou-lhe "um álbum pop bastante acima da média". Ann Powers, do Los Angeles Times, elogiou o desempenho de Rihanna e deu a pontuação máxima de quatro estrelas, chamando-lhe "um retrato complexo e fascinante do processo emocional de uma jovem mulher, após um abuso violento". Sarah Rodman, do jornal americano Boston Globe, revisou favoravelmente o trabalho, chamando-lhe "uma fotografia interessante de vários eventos actuais, incluindo a evolução de Rihanna como intérprete e a confluência na cultura e na arte pop".
Embora elogie os vocais da cantora com seus vocais, Alexis Petridis, do The Guardian, deu ao álbum três de cinco estrelas e viu as suas alusões líricas de ataque a Chris Brown como uma fraqueza, afirmando que "as pessoas vão ler as referências para um álbum independente, assim como você pode jogar com ele. A grande falha de Rated R, é que não se pode reconhecer a sua frequência". Sean Fennessey, da revista Spin, atribuiu duas estrelas e meio de cinco e acha que não se adequa à balada de Rihanna, baseando-se em pontos, por exemplo que a cantora "tem o mesmo tipo de voz, que raramente é expressivo o suficiente para transmitir fúria". Ryan Dombal, da Pitchfork Media, deu uma avaliação de seis vírgula um de dez, e encarou as baladas do disco como uma fraqueza. Emily Tartanella, do PopMatters, partilhou uma percepção semelhante, dando-lhe uma avaliação de 5/10 e criticou que "as tentativas de Rihanna se tornar 'pensativa' apenas fazem com que a qualidade do trabalho baixe". Chris Richards, do jornal The Washington Post, escreveu que o álbum "cerca com uma raiva sem forma" e viu o desempenho de Rihanna como impessoal, indicando "ela executa os vocais com precisão anti-séptica, o que torna difícil discernir se ela está realmente fervendo ou apenas com alguma ira. Estará ela lutando com demónios? Ou a projectar uma imagem de um cantor que luta com demónios?" Numa, geralmente misturada revisão, Rob Harvilla da The Village Voice percebeu que o seu subtexto estava relacionado com agressão por Chris Brown e os seus holofotes da media como uma fraqueza, declarando que os pontos baixos do disco são ruins, os seus pontos altos, emocionantes como são, poderiam fazer com que se sentisse bem pior".
Por outro lado, Steve Jones, da USA Today, viu o incidente com Brown e a sua atribulada vida mediática como uma influência a "empurrá-la ainda mais para o território musical, de onde saiu depois do fim da promoção do Good Girl Gone Bad". Jones deu uma nota de três de quatro estrelas, e escreveu ainda que "as mais ousadas e muitas vezes mais explícitas letras e vocais asseguradas reflectem uma crescente confiança e maturidade artística". Andy Kellman, da Allmusic, classificou-o com quatro de cinco estrelas, e escreveu: "Muito deste álbum é absolutamente ousado, sombrio e elegante tanto liricamente como sonoramente, mas é atraente, cheio de tantas linhas memoráveis, como um álbum de rap maduro" Nick Levine, do blogue britânico Digital Spy, atribuiu nota máxima de cinco estrelas dizendo que "é um registo - surpreendente na visão, surpreendentemente na boa execução - que eleva a de popstar a artista pop". Eric Henderson, da revista Slant Magazine, chamou-o de "100% grosso" e comparou-o ao The Velvet Rope de Janet Jackson, percebendo que ambos os álbuns contêm a mesma natureza confessional e "irradiar uma inequivocamente, vibe abertamente autobiográfica". Jody Rosen da Rolling Stone achou surpreendente, realçando o tema do mesmo, denominando-o "um dos melhores do ano". Neil McCormick, do The Telegraph, atribuiu três de cinco estrelas, afirmando que é um "disco de uma pessoa de vinte e um anos que cresceu depressa, e embarcou em temas para adultos". Brian Linder, da IGN Music, afirmou que via o trabalho de "uma jovem mulher complexa, que expressou os sentimentos através da sua música". Jesal 'Jay Soul' Padania do sítio Rap Reviews foi o primeiro a fazer uma crítica completa de Rated R, considerando um "mini-filme, puxando mais a força lírica do que sonora". Disse ainda que é mais uma versatilidade da cantora, pois  mais uma vez "mudou a sua direcção musica, sendo mais hip hop do que R&B ou pop", atribuindo uma nota de sete e meio de uma escala de dez. Jude Rogers da BBC fez uma revisão positiva, concluindo que Rihanna "transformou-se numa diva vingativa, com postura e fibra". Por outro lado, Jenny Mulligan, do sítio Entertainment.ie, afirma que o álbum "é um pacote completo de atitude, agressão e erotismo". Embora tenha tido uma opinião positiva do trabalho, Mulligan diz que o único "ponto fraco de Rated R é o facto de ser demasiado chocante". Bill Lamb, do portal About.com, diz que "é tão implacável que é impossível descobrir muitos exemplos de olhar para a frente. Rihanna está lançando um olhar atento e frio para o presente. Sobrevivência é o pensamento mais frequente nela."
No fim do ano de 2009, Leah Greenblatt, da Entertainment Weekly, revelou que embora tenha atribuído precipitadamente a classificação B ao disco, era sem dúvida "o melhor álbum pop do ano". O Chicago Tribune classificou-o como o oitavo melhor disco do ano de 2009.

## Alinhamento de faixas
No dia 2 de novembro de 2009, a editora discográfica Def Jam Recordings revelou o alinhamento completo do álbum. Dias mais tarde, foi revelada a duração de cada faixa.
| N.º            | Título                                        | Compositor(es)                                                                             | Produtor(es)                            | Duração |  |
| 1.             | "Mad House"                                   | Makeba Riddick, Will Kennard, Saul Milton, Robyn Fenty                                     | Chase & Status                          | 1:34    |  |
| 2.             | "Wait Your Turn"                              | James Fauntleroy II, Mikkel Eriksen, Tor Hermansen, Kennard, Milton, Takura Tendayi, Fenty | Stargate, Chase & Status                | 3:46    |  |
| 3.             | "Hard" (com participação de Jeezy)            | Terius Nash, Christopher Stewart, Fenty, Jay Jenkins                                       | Tricky Stewart, The-Dream               | 4:10    |  |
| 4.             | "Stupid in Love"                              | Shaffer Smith, Eriksen, Hermansen                                                          | Stargate, Ne-Yo (coprodutor)            | 4:01    |  |
| 5.             | "Rockstar 101" (com participação de Slash)    | Nash, Stewart, Fenty                                                                       | Tricky Stewart, The-Dream               | 3:58    |  |
| 6.             | "Russian Roulette"                            | Smith, Chuck Harmon                                                                        | Chuck Harmony, Ne-Yo                    | 3:47    |  |
| 7.             | "Fire Bomb"                                   | Fauntleroy II, Brian Kennedy, Fenty                                                        | Brian Kennedy                           | 4:17    |  |
| 8.             | "Rude Boy"                                    | Eriksen, Hermansen, Ester Dean, Riddick, Rob Swire, Fenty                                  | Stargate, Rob Swire                     | 3:42    |  |
| 9.             | "Photographs" (com participação de will.i.am) | William Adams, Jean Baptiste, Michael McHenry, Allan Pineda                                | will.i.am, Paper Boy (adicional)        | 4:46    |  |
| 10.            | "G4L"                                         | Kennard, Milton, Fauntleroy II, Fenty                                                      | Chase & Status                          | 3:59    |  |
| 11.            | "Te Amo"                                      | Eriksen, Hermansen, Fauntleroy II, Fenty                                                   | Stargate                                | 3:28    |  |
| 12.            | "Cold Case Love"                              | Justin Timberlake, Robin Tadross, Fauntleroy II                                            | The Y's                                 | 6:04    |  |
| 13.            | "The Last Song"                               | Fauntleroy II, Kennedy, Ben Harrison, Fenty                                                | Brian Kennedy, Ben Harrison (adicional) | 4:16    |  |
| Duração total: | Duração total:                                | Duração total:                                                                             | Duração total:                          | 51:48   |  |

| Faixas bónus Nokia |                                                           |                                          |                |         |  |
| N.º                | Título                                                    | Compositor(es)                           | Produtor(es)   | Duração |  |
| 14.                | "Russian Roulette" (Donni Hotwheel Remix)                 | Smith, Harmon                            | Donni Hotwheel | 3:01    |  |
| 15.                | "Hole in My Head" (com participação de Justin Timberlake) | Fauntleroy II, Robin Tadross, Timberlake | The Y's        | 4:05    |  |
| Duração total:     | Duração total:                                            | Duração total:                           | Duração total: | 59:02   |  |

## Créditos
O álbum atribui os seguintes créditos:
- Produção executiva: L.A. Reid, Robyn Rihanna Fenty, Carl Sturken e Evan Rogers, The Carter Administration
- Produção: Chase & Status, Ne-Yo, Chuck Harmony, The Y's, Will.I.Am, Brian Kennedy, Tricky Stewart, The-Dream, Stargate
- Composição: R. Fenty, W. Adams, J. Baptiste, E. Dean, Mikkel S. Eriksen, James Fauntleroy II, T.E. Hermansen, J. Jenkins, W. Kennard, William Kennard, B. Kennedy, M. McHenry, Terius Nash, Makeba Riddick, Shaffer Smith, C. "Tricky" Stewart, R. Swire, R. Tadross, J. Timberlake
- Engenharia: Mikkel S. Eriksen, Mike Johnson, Padraic Kerin, Chris "Tek" O'Ryan, Sean Tallman, Marcos Taylor, Brian "B-Luv" Thomas, Pat Thrall, Marcos Tovar, will.i.am, Andrew Wuepper
- Assistência de engenharia: Cédric Culnaërt, Tyler Van Dalen, Steven Dennis, Rick Friedrich, Luis Navarro, Montez Roberts, Sébastien Salis, Jason Sherwood
- Mistura: Kevin "KD" Davis, Dylan Dresdow, Jean-Marie Horvat, Jaycen Joshua
- Assistência de mistura: Ghazi Hourani, Jared Newcomb, Anthony Palazzole
- Artistas e reportório (A&R): Jay Brown, Tyran "Ty Ty" Smith
- Programação: Brian Kennedy
- Direcção de arte: Simon Henwood, Ciarra Pardo, Rihanna Fenty, JP Robinson
- Vocais: Beardyman, James Fauntleroy II
- Estilista: Mariel Haenn, Simon Henwood, JP Robinson
- Design: Rihanna Fenty, Alex Haldi, Simon Henwood, Ciarra Pardo
- Fotografia: JP Robinson, Simon Henwood

## Desempenho nas tabelas musicais
Nos Estados Unidos, Rated R estreou na quarta posição da tabela Billboard 200, com vendas avaliadas em 181 mil cópias na sua primeira semana, ultrapassando os resultados do seu antecessor Good Girl Gone Bad, que vendeu 168 mil unidades na sua estreia. Foi também o quarto álbum de Rihanna a alcançar os dez mais vendidos no país e o seu segundo melhor posicionado. Liderou também na sua primeira semana a tabela R&B/Hip-Hop Albums, tornando-se no primeiro a conseguir tal feito. A 8 de Janeiro de 2010, o disco foi certificado como platina pela Recording Industry Association of America (RIAA), com milhão de cópias distribuídas. Até Dezembro de 2010, tinha vendido 1,017 mil unidades no Norte da América.
No Reino Unido, estreou no décimo sexto lugar e recebeu certificação de ouro em apenas quatro dias. Na semana seguinte, atingiu a segunda posição da UK R&B Album Chat. A 15 de Outubro de 2010 chegou à marca de 600 mil cópias, resultando em dupla platina atribuída pela British Phonographic Industry (BPI) a 15 de Outubro de 2010. Foi o disco da cantora que mais depressa vendeu na sua carreira em território britânico, alcançando a marca de platina apenas dois meses após o seu lançamento, batendo o recorde do projecto anterior. Na semana que terminou a 30 de Janeiro de 2011, o álbum ainda permanecia na tabela musical na sua quinquagésima oitava semana. A 26 de Junho de 2011, o registo já tinha facturado mais de 656,527 mil unidades.
Mesmo tendo estreado na décima quinta posição na Austrália, o disco recebeu certificação de ouro na segunda semana. Em Agosto de 2010, chegou à marca do galardão de platina após vender 70 mil unidades. Com o lançamento do terceiro single, "Rude Boy", Rated R conseguiu uma nova marca, a décima segunda posição, a 14 de Março de 2010. Na Polónia, atingiu à quinta posição e recebeu certificação de ouro, vendendo mais de 20 mil cópias em apenas um mês, superando Good Girl Gone Bad com o mesmo número num espaço de dois anos.A nível mundial, o trabalho vendeu mais de três milhões de cópias mundialmente, de acordo com a SRP Music Group, sendo que no final do ano de 2010 recebeu certificação de platina em território europeu pela Federação Internacional da Indústria Fonográfica (IFPI).
| Tabela musical (2009–2010)                    | Melhor posição |
| --------------------------------------------- | -------------- |
| Alemanha - Germany Albums Chart               | 4              |
| Austrália - Australia Albums Chart            | 12             |
| Áustria - Austrian Albums Chart               | 7              |
| Bélgica - Belgium Albums Chart (Flandres)     | 16             |
| Bélgica - Belgium Albums Chart (Valónia)      | 16             |
| Canadá - Canadian Albums Chart                | 5              |
| Croácia - Top Stranih                         | 37             |
| Dinamarca - Danish Albums Chart               | 32             |
| Estados Unidos - Billboard 200                | 4              |
| Estados Unidos - Billboard R&B/Hip-Hop Albums | 1              |
| Escócia - Scottish Albums Chart               | 14             |
| Espanha - Spanish Albums Chart                | 23             |
| Europa - European Top 100 Albums              | 5              |
| Finlândia - Finnish Albums Chart              | 14             |
| França - French Albums Chart                  | 10             |
| Grécia - Greek Albums Chart                   | 6              |
| Hungria - Hungarian Albums Chart              | 31             |
| Irlanda - Irish Albums Chart                  | 7              |
| Itália - Italian Albums Chart                 | 33             |
| Japão - Japanese Albums Chart                 | 10             |
| México - Mexican Albums Chart                 | 51             |
| Nova Zelândia - New Zealand Albums Chart      | 14             |
| Noruega - Norwegian Albums Chart              | 1              |
| Países Baixos - Dutch Albums Chart            | 18             |
| Polónia - Polish Albums Chart                 | 5              |
| Reino Unido - UK Albums Chart                 | 9              |
| Reino Unido - UK R&B Albums Chart             | 2              |
| Chéquia - Top 50 Prodejní                     | 15             |
| Rússia - Russian Albums Chart                 | 9              |
| Suécia - Swedish Albums Chart                 | 19             |
| Suíça - Swiss Albums Chart                    | 1              |

| Tabela musical (2010)                         | Posição |
| --------------------------------------------- | ------- |
| Austrália - ARIA Albums Chart                 | 52      |
| Austrália - ARIA Top Urban Albums             | 8       |
| Áustria - Austrian Albums Chart               | 67      |
| Bélgica - Ultratop                            | 55      |
| Canadá - Canadian Albums Chart                | 28      |
| Estados Unidos - Billboard 200                | 21      |
| Estados Unidos - Billboard R&B/Hip-Hop Albums | 7       |
| Países Baixos - Dutch Albums Chart            | 69      |
| Reino Unido - UK Albums Chart                 | 14      |
| Suíça - Swiss Albums Chart                    | 12      |

| País           | Provedor     | Certificação |
| -------------- | ------------ | ------------ |
| Alemanha       | IFPI         | Ouro         |
| Austrália      | ARIA         | Platina      |
| Bélgica        | IFPI         | Ouro         |
| Canadá         | Music Canada | Platina      |
| Estados Unidos | RIAA         | 2× Platina   |
| Europa         | IFPI         | Platina      |
| França         | SNEP         | Platina      |
| Grécia         | IFPI         | Platina      |
| Irlanda        | IRMA         | Platina      |
| Noruega        | IFPI         | Ouro         |
| Polónia        | ZPAV         | Ouro         |
| Reino Unido    | BPI          | 2× Platina   |
| Rússia         | NFPF         | Ouro         |
| Suíça          | IFPI         | Platina      |

## Histórico de lançamento
| País           | Data                   | Editora discográfica | Formato              |
| -------------- | ---------------------- | -------------------- | -------------------- |
| Alemanha       | 20 de novembro de 2009 | Universal Music      | CD, descarga digital |
| Polónia        | 20 de novembro de 2009 | Universal Music      | CD, descarga digital |
| Austrália      | 20 de novembro de 2009 | Universal Music      | CD, descarga digital |
| Estados Unidos | 23 de novembro de 2009 | Def Jam              | CD, descarga digital |
| Reino Unido    | 23 de novembro de 2009 | Mercury              | CD, descarga digital |
| Portugal       | 23 de novembro de 2009 | Universal Music      | CD, descarga digital |
| Brasil         | 24 de novembro de 2009 | Universal Music      | CD, descarga digital |
| Japão          | 25 de novembro de 2009 | Universal Music      | CD, descarga digital |